# Karl Klindworth
Karl Klindworth (né le 25 septembre 1830 à Hanovre – mort le 27 juillet 1916 à Stolpe) est un pianiste, violoniste, compositeur et chef d'orchestre prussien. Il a été l’élève de Franz Liszt.